# Vivo (álbum de Modestia Aparte)
Vivo es un álbum en vivo del grupo Modestia Aparte perteneciente a la compañía discográfica WEA, editado en el año 2002 y compuesto por 17 canciones.

## Lista de canciones
| N.º | Título                                        | Duración |  |
| 1.  | «Playas de Mazarrón»                          |          |  |
| 2.  | «Cosas de la edad»                            |          |  |
| 3.  | «Es tu turno»                                 |          |  |
| 4.  | «Copas rotas»                                 |          |  |
| 5.  | «Trapos sucios, platos rotos y algunas fotos» |          |  |
| 6.  | «Bienvenida»                                  |          |  |
| 7.  | «Ojos de hielo»                               |          |  |
| 8.  | «Piel y arena»                                |          |  |
| 9.  | «Ella todo lo hace bien»                      |          |  |
| 10. | «Sobre el ojo del huracán»                    |          |  |
| 11. | «Pasión»                                      |          |  |
| 12. | «Melancólico total»                           |          |  |
| 13. | «Dime que me quieres»                         |          |  |
| 14. | «Como te mueves»                              |          |  |
| 15. | «Es por tu amor»                              |          |  |
| 16. | «Como un sultán»                              |          |  |
| 17. | «María»                                       |          |  |